# Gibson Explorer

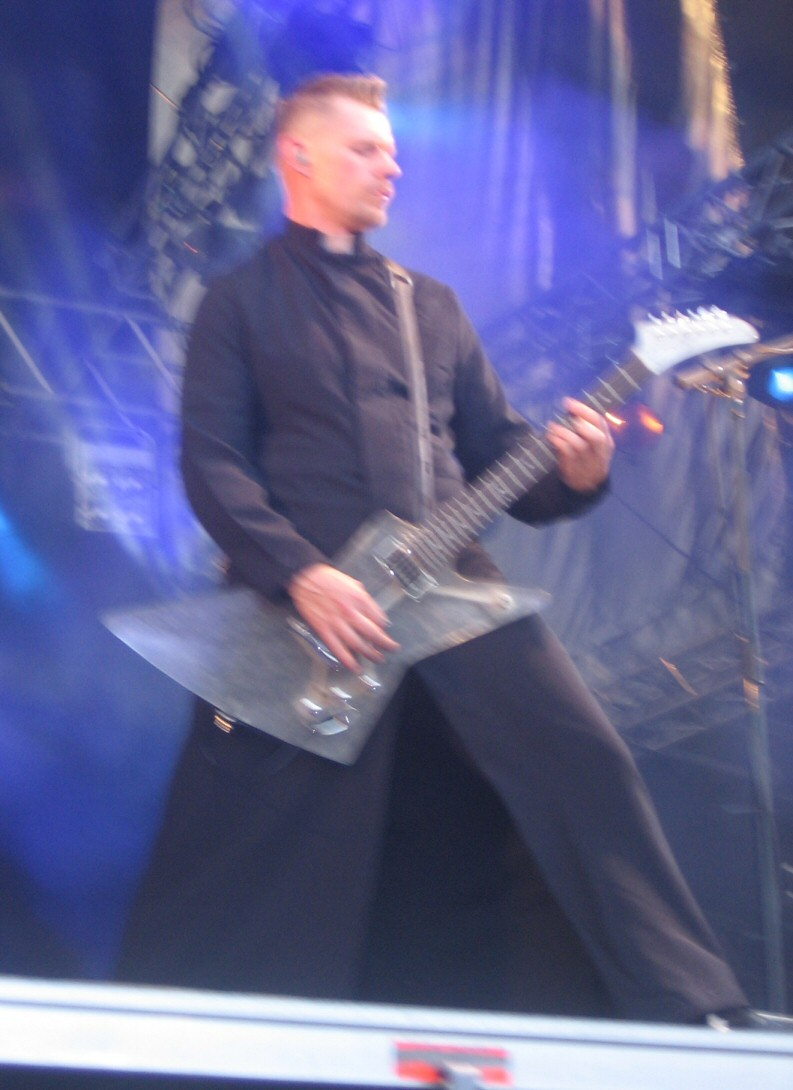
Medlem av gruppen Oomph! med Gibson Explorer

Gibson Explorer eller X-plorer (som den ibland kallats sen omkring 2002) är en solid elgitarr. Den första Explorern gavs ut 1958 under namnet "Futura", som anspelade på gitarrens futuristiska och radikala form, en egenskap den delade med sitt syskon Gibson Flying V. Den sålde dåligt efter debuten och slutade tillverkas 1959. 1975 började Gibson nytillverka Explorers sedan andra företag haft framgångar med att sälja liknande modeller.
Gitarrtillverkaren ESP gjorde en egen tolkning av Explorermodellen och släppte den under namnet ESP Explorer och blev då stämda av Gibson. James Hetfield (Metallicas sångare) och Scorpions gitarrist Matthias Jabs använder väldigt ofta en sådan modell.
Gibson tillverkade mindre än 100 Explorers 1958 och den har därför blivit ett värdefullt samlarobjekt.

## Variationer
Det har tillverkats en mängd olika variationer på Explorern, inkluderat vissa mindre och mer lättspelade varianter som t.ex. Studio Explorern och den av Matthias Jabs designade Explorer 90 som endast hade 90% av den ursprungliga Explorerns kropp.